# Jožef Dornig
Jožef Dornig, slovenski zdravnik, * 8. december 1850, Trst, † 1. oktober 1913, Salzburg.

## Življenje in delo
Rodil se je očetu Edvardu in materi Antoniji (roj. Jagodic). Po končani gimnaziji v Gorici je medicino študiral v Gradcu in 1876 doktoriral ter se zaposlil v graški bolnišnici (1876–1880), postal asistent dermatologa Eduarda Lippa, bil 1881–1892 primarij dermatološko-venerološkega oddelka v Ljubljani, nato na lastno prošnjo premeščen v Salzburg, kjer je postal ravnatelj bolnišnice. V Ljubljani je bil član deželnega zdravstvenega sveta 1882–1885 in knjižničar društva zdravnikov na Kranjskem 1885–1886, v katerem je večkrat tudi predaval o strokovnih vprašanjih.